# Antigua và Barbuda tại Thế vận hội Mùa hè 2008
Antigua và Barbuda tham dự Thế vận hội Mùa hè 2008 tại Bắc Kinh.

## Điền kinh
| Vận động viên     | Nội dung    | Vòng loại | Vòng loại | Tứ kết  | Tứ kết  | Bán kết | Bán kết | Chung kết | Chung kết | Hạng |
| Vận động viên     | Nội dung    | Kết quả   | Hạng      | Kết quả | Hạng    | Kết quả | Hạng    | Kết quả   | Hạng      | Hạng |
| ----------------- | ----------- | --------- | --------- | ------- | ------- | ------- | ------- | --------- | --------- | ---- |
| Daniel Bailey     | 100m nam    | 10.24     | 2 Q       | 10.23   | 4       | Bị loại | Bị loại | Bị loại   | Bị loại   | 20   |
| Brendan Christian | 200m nam    | 20.58     | 2 Q       | 20.26   | 1 Q     | 20.29   | 5       | Bị loại   | Bị loại   | 9    |
| James Grayman     | Nhảy xa nam | 2.20      | 12        |         |         |         |         | Bị loại   | Bị loại   | 28   |
| Sonia Williams    | 100m nữ     | 12.04     | 6         | Bị loại | Bị loại | Bị loại | Bị loại | Bị loại   | Bị loại   | 54   |

## Bơi
| Vận động viên    | Nội dung        | Vòng loại | Vòng loại | Bán kết   | Bán kết | Chung kết | Chung kết | Hạng |
| Vận động viên    | Nội dung        | Thời gian | Hạng      | Thời gian | Hạng    | Thời gian | Hạng      | Hạng |
| ---------------- | --------------- | --------- | --------- | --------- | ------- | --------- | --------- | ---- |
| Kareem Valentine | 50m bơi sải nam | 31.23     | 5         | Bị loại   | Bị loại | Bị loại   | Bị loại   | 96   |